# Kirche Letzin

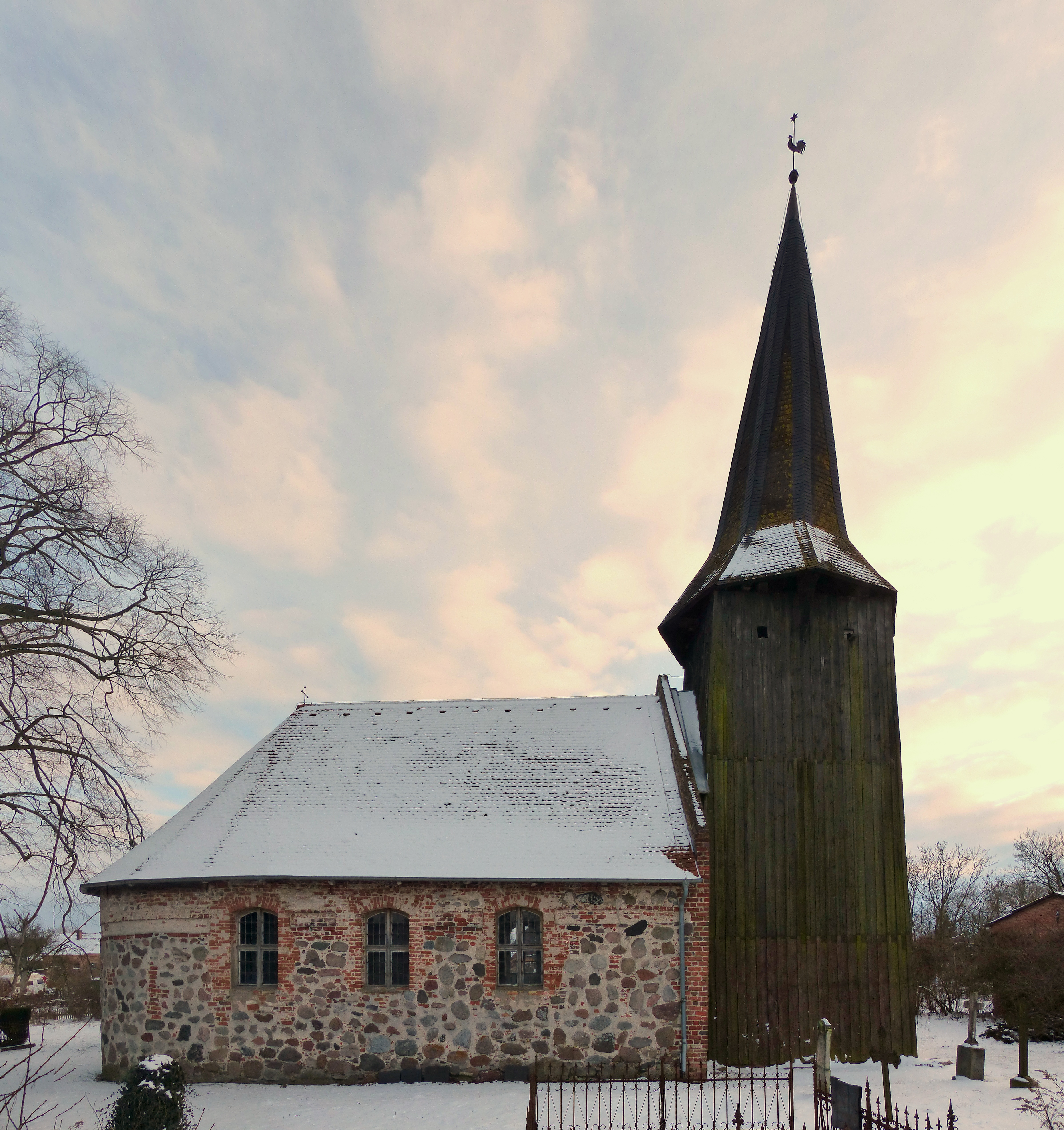
Kirche Letzin (Nordseite)

Die Kirche Letzin ist ein Kirchengebäude im Ortsteil Letzin in der Gemeinde Gnevkow im Landkreis Mecklenburgische Seenplatte. Sie gehört zur Kirchengemeinde Hohenmocker der Propstei Demmin im Kirchenkreis Pommern der Evangelisch-Lutherischen Kirche in Norddeutschland.

## Geschichte
Im 13. Jahrhundert hatte das Kloster Reinfeld größere Besitzungen in Letzin. 1339 vermittelte Herzog Barnim III. im Streit zwischen dem Ritter Hermann von Heydebreck auf Klempenow und dem Kloster wegen des Patronatsrechts. Nach der Einführung der Reformation und der Aufhebung der Klöster im Herzogtum Pommern wurde die Letziner Kirche Filialkirche von Golchen. Das Kirchenpatronat gehörte dem Landesherrn. Seit 1997 gehört Letzin zur Kirchengemeinde Hohenmocker.

## Gebäude

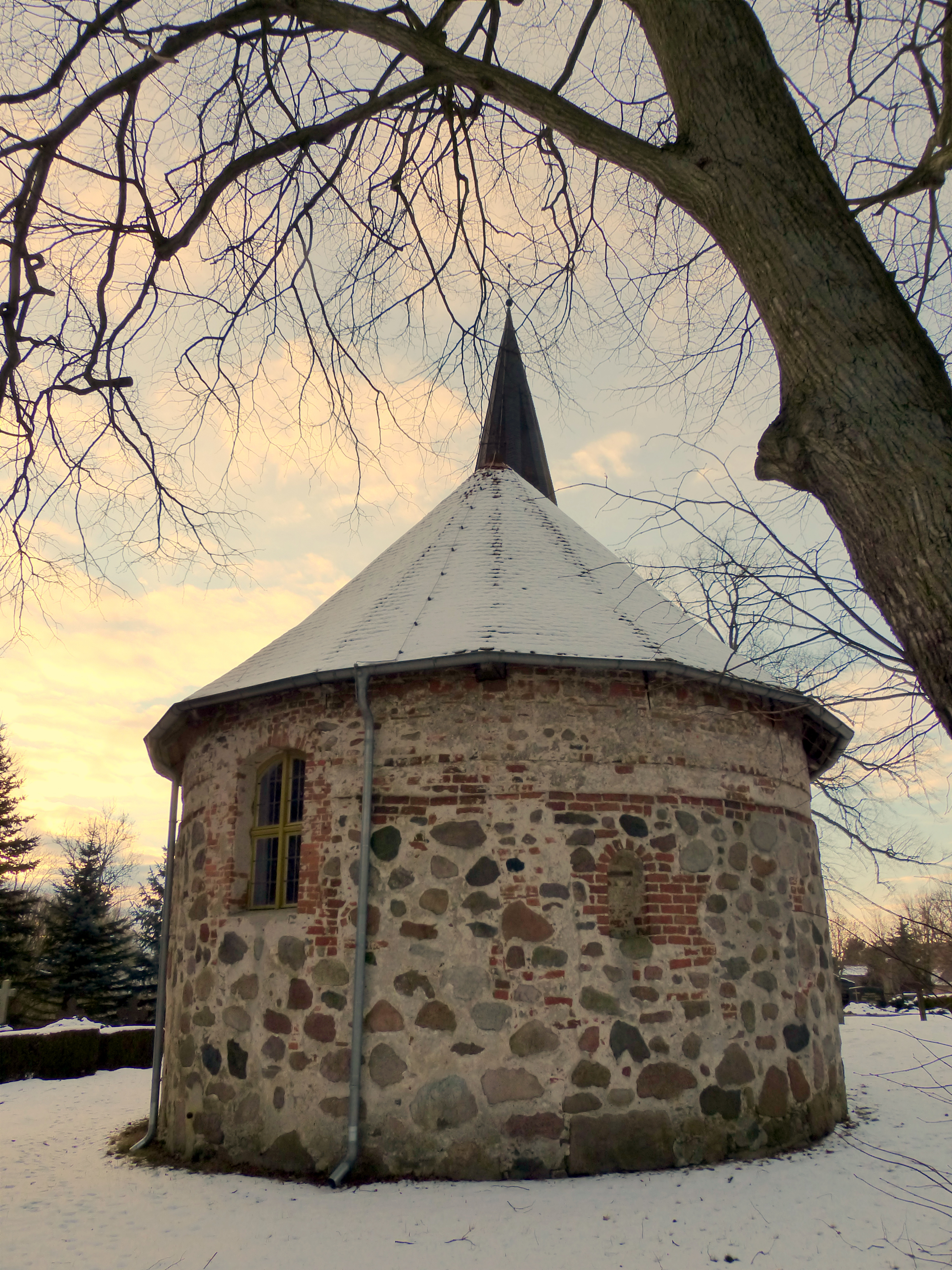
Ostschluss mit Fenster und Rundbogennische

Das Gebäude wurde im 15. Jahrhundert aus Feldstein mit Backsteinelementen errichtet und später verputzt. Es hat einen halbrunden Ostschluss mit einem Fenster an der Südostseite. In einer Rundbogennische außen am Ostschluss befand sich wahrscheinlich eine Heiligenfigur.
Das Südportal ist mit Backstein eingefasst. Im spitzbogigen Portal befindet sich ein segmentbogige Tür. Um 1800 wurden größere Fenster eingebaut. Reste älterer Backsteineinfassungen sind erkennbar. Bei den Fensterumbauten wurde das umlaufende Putzfries mehrfach unterbrochen.
Im Sims des Fensters im Ostschluss springt ein großformatiger Feldstein nach innen vor. Unter diesem befindet sich eine heute zugemauerte, rundbogig abgeschlossene Sakramentsnische.
Der 30 Meter hohe quadratische Westturm ist verbrettert. Er wurde um die Wende vom 18. zum 19. Jahrhundert errichtet. Bei der Sanierung des Turms um 2008 blieb eine leichte Schräglage erhalten.

## Ausstattung
Die Ausstattung ist überwiegend klassizistisch, aber nicht einheitlich.
Der Kanzelaltar wird um 1883 datiert. Patronats- und Kirchengestühl sowie die Westempore stammen aus der zweiten Hälfte des 18. Jahrhunderts.
Die Glocke ist auf 1620 datiert. Sie wurde 2010 restauriert und erhielt 2016 eine elektrische Läuteanlage.
Die Orgel wurde 1886 von Barnim Grüneberg in Stettin gebaut. Sie hat 6 Register mit einem Manual und Pedal und wurde 1997 durch Rainer Wolter umfassend restauriert.